# Railway Gazette International
Railway Gazette International – miesięcznik wydawany od 1835, zajmujący się tematyką transportu szynowego (kolej, tramwaje, metro). Czasopismo dostępne jest wyłącznie w prenumeracie.
Miesięcznik jest częścią Railway Gazette Group, która należy do DVV Media UK, a ta z kolei do DVV Media Group.
Czytelnicy pisma to menedżerowie wyższego i średniego szczebla zatrudnieni w firmach dostarczających usługi i produkty na rzecz kolei, tramwajów i metra, parlamentarzyści, pracownicy instytucji rządowych, organizacje i stowarzyszenia, wyspecjalizowane jednostki administracji. Czasopismo posiada codziennie aktualizowany portal internetowy.